# Electra (israelische Band)
Electra ist eine israelische Rock-’n’-Roll- und Independent-Band, die von Pop, Soul und Garage Rock der 1960er Jahre, sowie vom Punk und Ska der 1970er Jahre beeinflusst wurde. Die Band besteht aus Nitzan Horesh (Gesang, Gitarre), Doron Farhi (Bass, Gesang) und Boaz Wolf (Schlagzeug, Keyboard, Gesang). Im Juli 2010 veröffentlichten sie ihr Debütalbum mit dem Namen Heartbreaks for Fools und im Februar 2011 die EP Songs They Taught Electra. Das zweite Studioalbum der Band erschien im November 2012 in Israel. Es wurden fünf Singles ausgekoppelt: Charge!, Starve, Sirens (San Diego), Time and Place und Start all over.

## Geschichte
Das erste Album des Trios erschien unter der musikalischen Produktion von Baruch Ben-Yitzhak (Rockfour) im Juli 2010, nachdem die Band Ende 2009 einen Vertrag mit dem israelischen Label Anova unterschrieben hatte. Heartbreaks for Fools verschaffte sich schnell Gehör in der Independent-Szene und brachte der Band ein hohes Interesse der Medien ein. Die erste Single des Albums, Coming To Get You! wurde ein nationaler Hit.
Im Februar 2011 veröffentlichte Electra eine EP mit sechs Liedern unter dem Namen Songs They Taught Electra. Dort coverten sie einige Lieder ihrer größten Einflussquellen: The Israelites von Desmond Dekker, Emergency von 1999, die Ballade You Don't Own Me von Lesley Gore, World Shut your Mouth von Julian Cope, I feel love von Donna Summer und auch den amerikanischen Folksong Shortin' Bread. Im März 2011 spielten Electra ihre erste USA-Tour in New York City und traten auch auf der internationalen Musikkonferenz South by Southwest in Austin (Texas) auf. Vom amerikanischen Kulturmagazin Paste wurde Electra als eine der beeindruckendsten Bands des Festivals in diesem Jahr bezeichnet. Sieben Monate später veranstaltete Electra eine weitere, längere USA-Tour quer durch das Land.
Im Jahr 2012 spielte die Band auf einer Tour in Deutschland und unterschrieb einen Vertrag mit Tapete Booking. Außerdem nahmen sie ihr zweites Studioalbum Second Hand Love auf.
Im März und April 2013 tourten sie erneut durch Europa und an der Ostküste der USA.
Die Bandmitglieder pflegen einen akribischen Kleidungsstil, der von den Rockbands der 1960er und 1970er Jahre aus New York und London inspiriert ist. In Interviews gibt sich das Trio oft provokant. Sie stellen sich als liberal und politisch links dar und verdeutlichen dabei die Bedeutung von Independent-Musik als Gegenkraft zum musikalischen Mainstream.

## Diskografie

### Studioalben
- 2010: Heartbreaks for Fools
- 2012: Second Hand Love

### Mini-Alben
- 2004: Come Inside
- 2004: Come Inside - remixed
- 2011: Songs They Taught Electra

### Singles
- 2004: Come Inside
- 2004: Best Days
- 2006: Better Sound
- 2010: Coming to get you!, The Israelites,
- 2010: Dawn of Summer, I feel Love
- 2010: Leaving Graceland, You don't own me
- 2012: Charge!
- 2012: Starve
- 2012: Sirens (San Diego)
- 2013: Time and Place